# Ambasciatori sardi in Prussia
L'ambasciatore sardo in Prussia era il primo rappresentante diplomatico del regno di Sardegna in Prussia.
Le relazioni diplomatiche iniziarono ufficialmente nel 1774 e rimasero attive sino al 1861 quando il regno di Sardegna venne assorbito nel neonato regno d'Italia e le funzioni di rappresentanza diplomatica passarono all'ambasciatore italiano in Prussia.

## Regno di Sardegna
- 1812–1819: Carlo Luigi Amico di Castell’Alfero (1758–1832)
- 1819–1825: Paolo Francesco di Sales (1778–1850)
- 1825–1833: Venceslao Sartirana di Breme
- 1833–1842: Giuseppe Martino d'Agliè (1784–1848)
- 1843–1851: Carlo Rossi (1815–1880)
- 1851–1853: Alberto Ricci (1808–1876)
- 1853–1861: Edoardo de Launay (1820–1892)

1861: Chiusura dell'ambasciata